# 엘런 홀먼
엘런 홀먼(영어: Ellen Hollman, 1983년 4월 1일 ~ )은 미국의 배우이다.

## 출연 작품
- 큐브: 예스 오어 노 - 케이트 역
- 론 서바이버: 아미 오브 원 - 브레너 역
- 매트릭스: 리저렉션
- 몬스터 프라블럼
- 스파르타쿠스 -  샤샤 역